# Ashley Hutchings
Ashley Hutchings (* 26. ledna 1945 Southgate, Anglie) je britský zpěvák a baskytarista. V letech 1967–1969 hrál se skupinou Fairport Convention a v roce 1969 spoluzaložil skupinu Steeleye Span, ve které působil do roku 1972. Od roku 1971 působil ve skupině The Albion Band. Od roku 2004 hraje s vlastní skupinou Rainbow Chasers.